# Alexandria, Kentucky
Den här artikeln handlar om en staden Alexandria i Kentucky. Det finns andra platser med samma namn, också i USA. För dem, se Alexandria (olika betydelser)
Alexandria är en stad i Campbell i delstaten Kentucky, USA. Alexandria är administrativ huvudort (county seat) i Campbell County. År 2000 hade staden  8 286 invånare. Den har enligt United States Census Bureau en area på 14,1 km², varav 0,1 km² består av vatten.